# Euonymus lutchuensis
Euonymus lutchuensis är en benvedsväxtart som beskrevs av Ito. Euonymus lutchuensis ingår i släktet Euonymus och familjen Celastraceae. Inga underarter finns listade.